# 空位時代
空位期（英語：interregnum）又称空位时期、空位時代，是政府、組織或社會秩序中斷的時期。例如指一個君主離任和其繼承人繼任之間的時期。
除去議會制國家的懸峙國會以外，此術語在英語中也可以指美國總統換屆期，這時總統雖還有權力，但已是跛腳鴨。另外也指代一個朝代之間暫時的政權更迭，比如中國歷史上兩漢之間的新朝以及唐朝時期的武周。

## 歷史
- 倫巴底王國的空位期（575年至585年）
- 法蘭克王國卡洛林王朝的空位期（840年至843年）
- 愛爾蘭的空位期（1022年至1072年）
- 神聖羅馬帝國空位期（1254年至1273年），霍亨斯陶芬王朝和哈布斯堡王朝統治之間的大空位時代
- 教皇國空位期（1268年至1271年），於教宗克萊孟四世死後至教宗額我略十世即位之間
- 蘇格蘭兩次空位期（1290年至1292年、1296年至1306年）
- 匈牙利空位期（1301年至1308年），起因是阿爾帕德王朝男裔絕嗣
- 丹麥空位期（1332年至1340年），當時丹麥全國淪為德意志的抵押品
- 葡萄牙空位期（1383年至1385年）
- 奧斯曼帝國大空位期（1402年至1413年），是巴耶济德一世被帖木儿俘虏导致的内战。
- 阿拉貢王國空位期（1410年至1412年），通过《卡斯佩妥协方案》解决
- 滿者伯夷空位期（1453年至1456年）
- 挪威空位期（1481年至1483年），克里斯蒂安一世和漢斯統治之間
- 俄羅斯空位時期（1598年至1613年），留里克王朝和羅曼諾夫王朝統治之間
- 英格蘭兩次空位期（1649年至1660年、1668至1689年）

教宗死後至選出新任教宗的時期，稱為宗座出缺。